# Purussaure
El purussaure (Purussaurus) és un gènere extint de crocodilià. Es tracta d'un caiman gegant que va viure a Sud-amèrica des de l'Oligocè superior fins al Plistocè superior, fa entre 11.700 anys i 28,4 milions d'anys. És conegut únicament per materials del crani trobats en l'Amazònia peruana. El crani té prop d'1,5 metres de llarg, per la qual cosa alguns paleontòlegs estimen que el cos sencer devia mesurar prop de 15 m, cosa que en faria un dels majors cocodrils que es coneixen.
Altres dos cocodrilis extints, Sarcosuchus i Deinosuchus, tenien proporcions similars, però tots dos eren geològicament més antics, datant de principis i finals del període Cretaci, respectivament i un altre de la mateixa època, Ramphosuchus, també s'estima que tenia una grandària similar. Durant l'estiu de 2005, una expedició francoperuana (l'expedició Fitzcarrald) va trobar nous fòssils de Purussaurus en l'Amazònia peruana, a 600 km de Lima.